# Charles Conrad Abbott

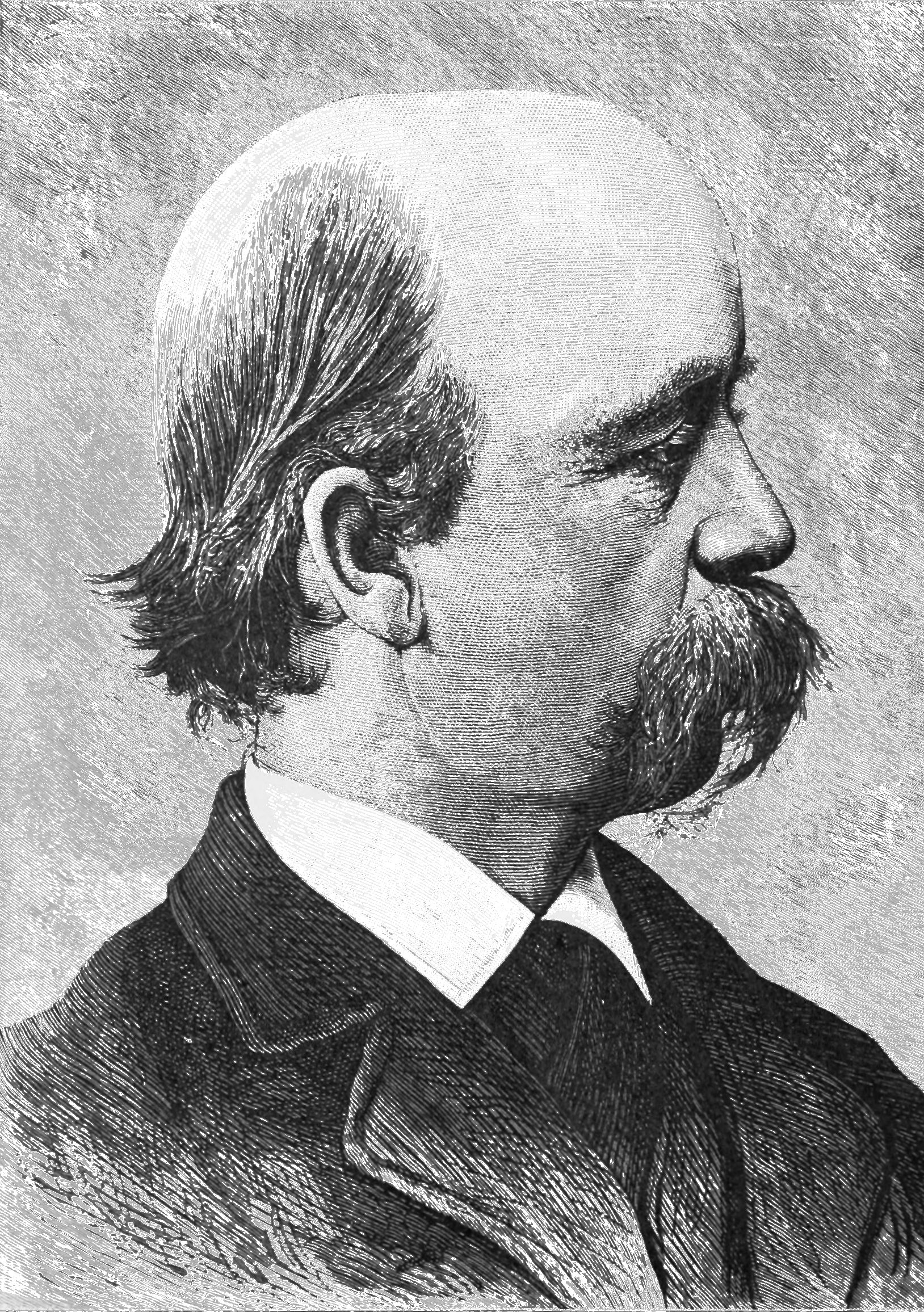
Charles Conrad Abbott

Charles Conrad Abbott (* 4. Juni 1843 in Trenton, New Jersey; † 27. Juli 1919 in Bristol, Pennsylvania) war ein US-amerikanischer Archäologe und Naturforscher.

## Leben
Beide Eltern von Charles Conrad Abbott, Timothy Abbott und Susan Conrad, entstammten Quäkerfamilien, doch traten sie später aus dieser religiösen Gemeinschaft aus. Gegen Ende des 17. Jahrhunderts waren seine Vorfahren väterlicherseits aus England und jene mütterlicherseits aus Deutschland in das Gebiet der späteren Vereinigten Staaten eingewandert. Sein Vater Timothy Abbott war beruflich als Bankier tätig. Sein Großvater mütterlicherseits, Solomon White Conrad, war ein bedeutender Botaniker und Mineraloge.
Von 1852 bis 1858 besuchte Abbott, der drei Geschwister hatte, die Trenton Academy. Früh war er an der Erforschung der Natur naher Landschaften, insbesondere des Delaware River Valley, interessiert, doch da er fürchtete, auf diesem Gebiet keine Berufsaussichten zu haben, studierte er seit 1860 Medizin an der University of Pennsylvania. Unterbrochen wurde seine höhere Ausbildung 1863 durch den Einsatz im Sezessionskrieg, wobei ihm vor allem die Aufgabe der Überwachung von Brücken entlang des Susquehanna River zufiel. 1865 schloss er sein Medizinstudium zwar erfolgreich ab, war aber danach nie als Arzt tätig, sondern trieb meist archäologische und Naturstudien in der näheren Umgebung seiner Heimat. Aus seiner 1867 mit Julia Boggs Olden eingegangenen Ehe entstammten ein Sohn und zwei Töchter. 1874 erbte er den südlich seiner Geburtsstadt Trenton gelegenen Familiensitz „Three Beeches“. Vom Wuchs war er eher klein und trug einen Schnurrbart.
Nachdem Abbott sein Familiengut durch einen Brand verloren hatte, übersiedelte er nach Bristol in Pennsylvania. Einige Jahre später starb er dort 1919 im Alter von 76 Jahren.

## Werk
Als Naturforscher machte Abbott seine Beobachtungen zu Flora und Fauna vor allem auf seinem Familiensitz. Zuerst trat er insbesondere mit Beiträgen zur Ornithologie New Jerseys hervor. Zu den von ihm angestellten Untersuchungen der Natur veröffentlichte er zahlreiche populärwissenschaftliche Bücher und kürzere Artikel, die aber inhaltlich in der etablierten US-amerikanischen Fachgelehrtenwelt auf Skepsis und Vorbehalte stießen. Er wollte keine eigenen Fehler einräumen, selbst wenn einzelne Angaben seiner Werke nachweislich als falsch erwiesen wurden. Immerhin gehörte er verschiedenen wissenschaftlichen Organisationen wie der New York Academy of Sciences an. Für einen breiteren Leserkreis verfasste er viele Artikel in Zeitschriften wie Popular Science Monthly, Lippincott’s Magazine und Science Gossip.
Mehr Anerkennung fanden Abbotts bereits in jungen Jahren begonnene Arbeiten zur Archäologie der Gegend des Delaware Valley. Bei von ihm veranstalteten Ausgrabungen machte er Tausende Funde von Werkzeugen und anderen Zeugnissen nordamerikanischer Kulturen der Alt- und Jungsteinzeit. Von 1875 bis 1889 war er Assistent des Peabody Museum of Archaeology and Ethnology in Cambridge (Massachusetts), dem er die meisten seiner zahlreichen Fundstücke stiftete. Von 1889 bis 1893 amtierte er als Kustos des Museum of Science and Art der University of Pennsylvania. Sein Hauptwerk zur nordamerikanischen Archäologie ist das 1881 erschienene Buch Primitive Industry.
Abbott verfasste auch einige Romane und Kurzgeschichten; allerdings blieb ihm auf diesem Gebiet der Literatur der Erfolg versagt.

## Schriften
- The Stone Age in New Jersey (1875)
- Primitive Industry; or, Illustrations of the Handiwork, in Stone, Bone and Clay, of the Native Races of the Northern Atlantic Seabord of America (1881)
- A Naturalist’ Rambles about Home (1884)
- Upland and Meadow (1886)
- Waste Land Wanderings (1887)
- Days out of Doors (1889)
- Outings at Odd Times (1890)
- Recent Archaeological Explorations in the Valley of the Delaware (1892)
- The Birds About Us (1894)
- Travels in a Tree-Top (1894)
- A Colonial Wooing (1895; Roman)
- The Freedom of the Field (1898)
- Clear Skies and Cloudy (1899)
- In Nature's Realm (1900)
- The Rambles of an Idler (1906)
- Archœologia Nova Cœsarea (1907–1909)
- Ten Years Diggings in Lenape Land, 1901–1911 (1912)